# Ignacio Iglesias Villanueva
Ignacio Iglesias Villanueva (Puentedeume, La Coruña, 1 de junio de 1975) es un exárbitro de fútbol y árbitro de VAR de fútbol español de la Primera División de España. Pertenece al Comité de Árbitros de Galicia.

## Trayectoria
Consigue el ascenso a Primera División de España junto al colegiado cántabro José Antonio Teixeira Vitienes. Debutó en Primera División de España el 13 de septiembre de 2010 en el partido Unión Deportiva Almería contra la Real Sociedad de Fútbol (2-2).
En 2013 apareció en el programa TEDxGalicia para dar una charla sobre el perfil de deportista de alto nivel del árbitro.
Descendió de la Primera División de España en 2019, incorporándose exclusivamente a ser árbitro asistente de video. Su último partido en el campo fue el Levante Unión Deportiva contra el Club Atlético de Madrid (2-2) el 18 de mayo de 2019. 

## Temporadas
| Categoría            | País   | Año       | Partidos |
| -------------------- | ------ | --------- | -------- |
| Segunda División "B" | España | 1995-2004 | 94       |
| Segunda División     | España | 2004-2010 | 121      |
| Primera División     | España | 2010-2019 | 176      |
| Copa del Rey         | España | 2004-2019 | 29       |